# Tombes royales de la dynastie Joseon
Les Tombes royales de la dynastie Joseon sont 42 tombes de membres de la dynastie royale Joseon,, qui a régné sur la Corée de 1392 à 1910. Deux d'entre elles se situent aujourd'hui en Corée du Nord. Les autres, inscrites au patrimoine mondial de l'UNESCO en 2009, sont réparties sur 18 sites différents en Corée du Sud, à Séoul et à ses environs. 
Les tombes royales servaient à honorer la mémoire des ancêtres et à protéger leurs esprits du mal. Elles étaient aussi un lieu d'affirmation du prestige et de l'autorité de la famille royale.

## Structure
Les sites et l'environnement naturel des tombes sont choisis selon les principes du pungsu (feng shui) et les traditions confucéennes. Deux des plus anciennes tombes sont situées à Gaeseong (aujourd'hui en Corée du Nord), la capitale de la dynastie Goryeo, qui a précédé la dynastie Joseon. Ce sont celles de la reine Sinui (l'épouse du roi Taejo, fondateur de la dynastie Joseon) et du roi Jeongjong, deuxième roi de la dynastie. Tous les autres sites devaient se situer entre 4 et 40 kilomètres de Hanyang (aujourd'hui Séoul), la capitale de la dynastie Joseon,. Les tombes sont orientées vers le sud en direction d'un cours d'eau et sont protégées par une colline à l'arrière.
Chaque site comporte une zone d'entrée, une zone de cérémonie et le monticule funéraire proprement dit (bongbun), ces zones allant du profane au sacré. L'entrée se fait par une porte à pointes rouges (hongsalmun), derrière laquelle se trouve un chemin en pierre (chamdo) menant à un sanctuaire en bois en forme de T (jeongjagak). La partie gauche du chamdo, qui constitue le chemin des dieux, est légèrement surélevée par rapport à la partie droite, qui constitue le chemin des rois. Le monticule funéraire est situé de l'autre côté du jeongjagak.
D'autres édifices font aussi partie intégrante des tombes royales, comme l’abri des stèles, la cuisine royale et la maison du gardien des tombes. L’extérieur des tombes est entouré d’objets en pierre, notamment des tables, des piliers, des lanternes et des représentations humaines (érudits, militaires) ou animales (tigres, lions, moutons, chevaux). Le site était considéré comme un espace sacré.

## Histoire
Les plus anciennes tombes connues de la péninsule coréenne sont des dolmens construits entre l'âge de la pierre et l'âge du bronze. Les principes de construction des tombes ont été établis pendant la période des Trois Royaumes (Ier siècle av. J.-C. - VIIe siècle) et plus particulièrement par le royaume de Silla (57 av. J.-C. - 935) qui leur donna leur spécificité coréenne originale après l'unification de la péninsule. Le royaume de Goryeo (918-1392) introduisit de nouvelles caractéristiques tout en gardant le modèle du Silla unifié.
Les constructions de tombes royales de la dynastie Joseon se situent d'abord dans la continuité de celles de la dynastie Goryeo (elles étaient cependant construites sur des collines contrairement à celles de la dynastie Goryeo). Elles ont ensuite évolué selon les principes de la dynastie Joseon. Les constructions sont assez homogènes avec des variations selon les souhaits de la famille royale et des évolutions de certains éléments au cours du temps (changements de taille et de forme de certains objets de pierres, utilisation du plâtre, apparition des représentations en pierre d'érudits, émergence du réalisme, suppression d'une plateforme, etc.). À la fin de la dynastie, ces transformations reflètent le changement du titre du roi qui devient empereur. Pendant toute la période Joseon, les tombes royales ont été associées à des rites ancestraux étatiques réguliers.
Les tombes royales de la dynastie Joseon ont été bien préservées jusqu'à aujourd'hui, certains éléments (essentiellement des éléments en bois des zones d'entrée et de cérémonie) ayant toutefois dû être restaurés ou reconstruits. En raison du développement urbain, certains sites constituent maintenant des îlots de verdure en pleine agglomération, comme le site de Seonjeongneung (Seolleung et Jeongneung) à Séoul.

## Galerie

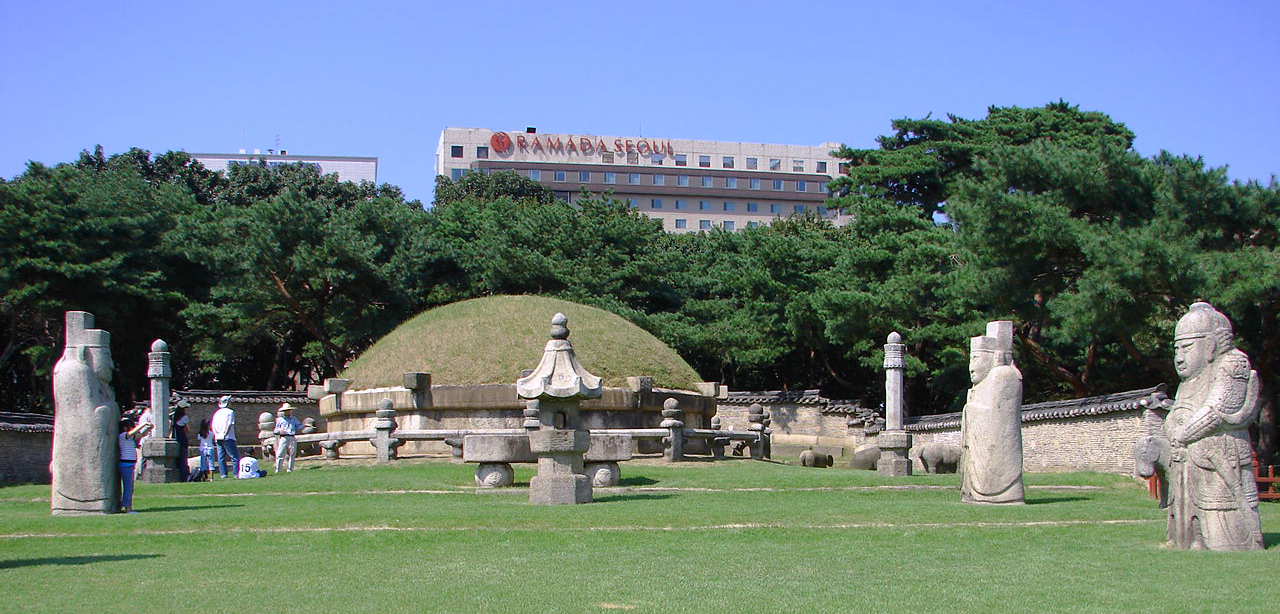
Le bongbun (monticule funéraire) et divers éléments en pierre sur le site de Seolleung (tombe du roi Seongjong) à Séoul
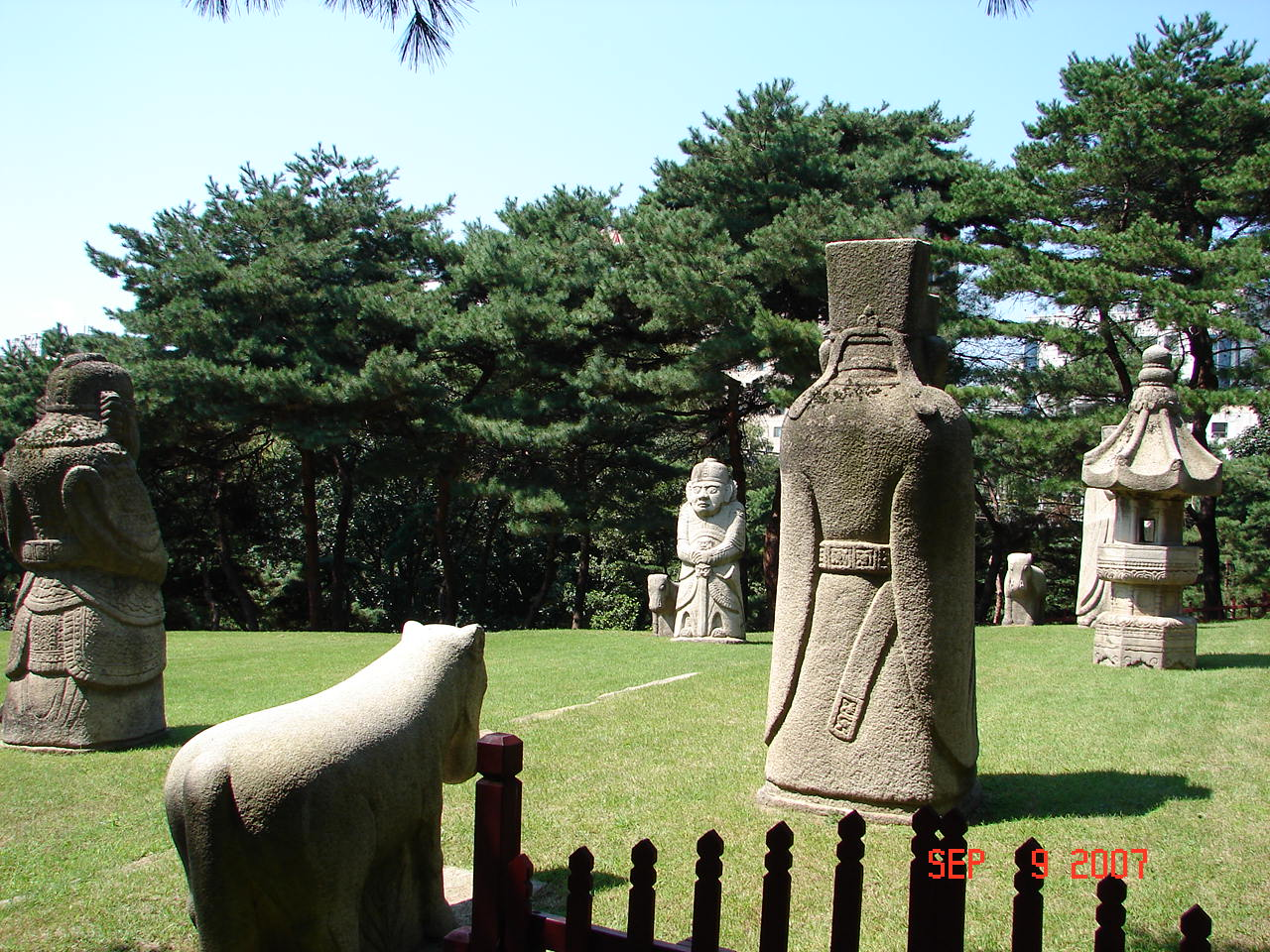
Divers éléments en pierre sur le site de Jeongneung (tombe de la reine Jeonghyeon) à Séoul
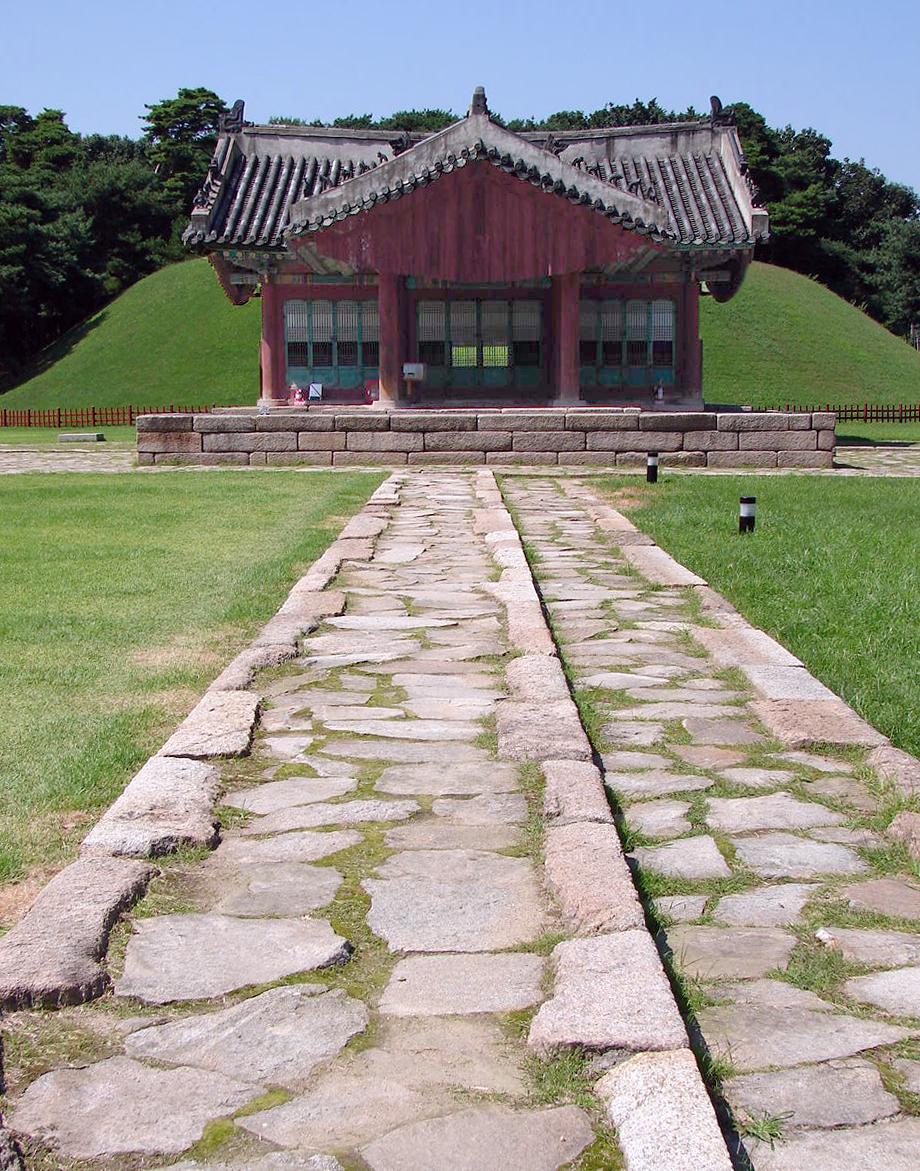
Le chamdo (chemin de pierre) et le jeongjagak (sanctuaire) sur le site de Jeongneung (tombe du roi Jungjong)
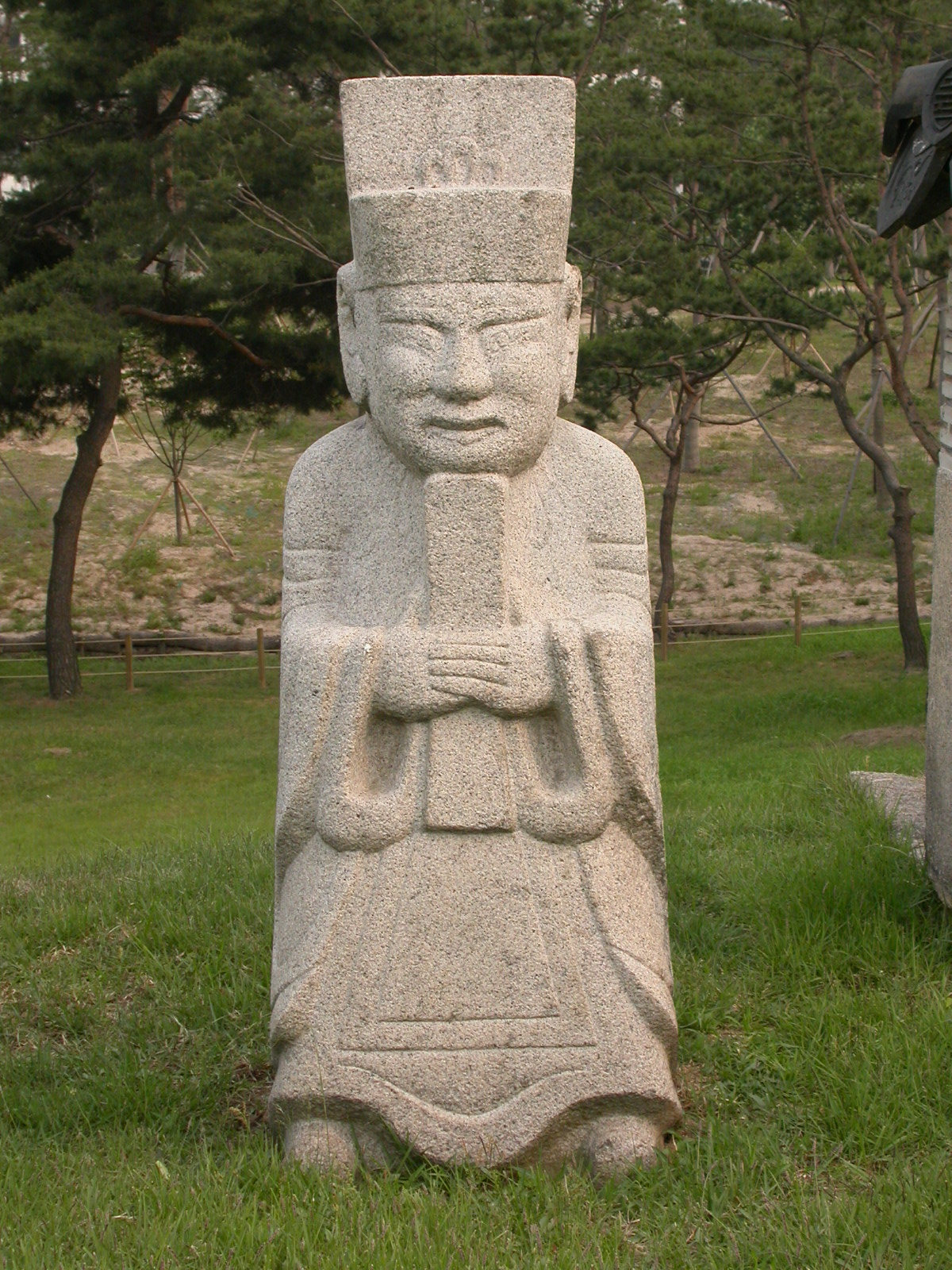
Statue de pierre sur le site d'Uireung (tombes du roi Gyeongjong et de la reine Seonui)